# Hermann Terdenge
Hermann Terdenge (* 10. März 1882 in Epe; † 10. Juni 1959 in Münster) war ein deutscher Ministerialbeamter und Diplomat.   

## Leben
Hermann Terdenge studierte nach dem Abitur am Gymnasium Paulinum in Münster die Universitäten Berlin, Münster, Leipzig, Wien und München. Im Sommersemester 1913 trat er der katholischen Studentenverbindung W.K.St.V. Unitas-München bei. Im Jahre 1920 erfolgte die Promotion zum Dr. oec. publ.
Seine Beamtenlaufbahn begann Terdenge im Jahre 1921 beim Reichsfinanzministerium. Zunächst als wissenschaftlicher Hilfsarbeiter eingestellt, stieg er im Verlauf zum Regierungsrat sowie anschließend zum Oberregierungsrat auf und war Pressechef des Ministeriums.
Im Jahre 1926 wurde Terdenge ins Auswärtige Amt als Vortragender Legationsrat berufen. Ab 1930 war er Dirigent der Kulturabteilung des Auswärtigen Amtes. Im Jahre 1933 kam er zur Deutschen Botschaft nach Paris. Im März 1934 erfolgte die Ernennung zum Generalkonsul in Algier – ein Amt, das er bis 1936 bekleidete. Anschließend wechselte er zunächst in die Industrie, bevor er 1946 Oberkreisdirektor des Kreises Warendorf wurde. Im Oktober 1951 wurde Terdenge wieder in die Dienste des Auswärtigen Amtes berufen und wurde erster deutscher Botschafter nach dem Krieg in Argentinien. Im November 1955 wurde er von diesem Posten zurückbeordert, da er sich nach Ansicht der Regierung zu stark mit dem vormaligen Diktator Juan Perón identifiziert habe.
Terdenge war dem Deutschen Archäologischen Institut verbunden. Für das Auswärtige Amt gehörte er dessen Zentraldirektion an, 1929 war er mit Richard von Kühlmann, Ludwig Curtius, Jakob Goldschmidt, Paul Kempner und Gerhart Rodenwaldt Gründungsvorstand der Gesellschaft der Freunde des Deutschen Archäologischen Instituts. Für seine Verdienste wurde er 1929 Ehrenmitglied des Deutschen Archäologischen Instituts.

## Auszeichnungen
- Ehrenmitglied der philosophischen Fakultät der Universidad de Mendoza
- Großkreuz des argentinischen Verdienstordens (1955)

## Veröffentlichungen
- Zur Geschichte der holländischen Steuern im 15. und 16. Jahrhundert. In: Vierteljahrschrift für Sozial- und Wirtschaftsgeschichte 18, 1924, S. 95–167 (= Dissertation).
- Westfalia desde Roma hasta la Edad Media. In: Revista de la Universidad Nacional de Córdoba 1955, S. 705–717.